# Чинголани, Роберто
Роберто Чинголани (итал. Roberto Cingolani; род. 23 декабря 1961, Милан) — итальянский физик и политик, министр комплексных экологических преобразований (2021—2022).

## Биография
Родился 23 декабря 1961 года в Милане. Окончил Университет Бари, где изучал физику, затем в 1989 году получил степень доктора философии по физике в Высшей нормальной школе (Пиза). Работал в Институте Макса Планка в Штутгарте, в Институте промышленной науки при Токийском университете и в Университете Содружества Виргинии. С 2000 года работал ординарным профессором экспериментальной физики в университете Лечче, в 2001 году основал там Национальную лабораторию нанотехнологий. В 2005 году занял должность научного руководителя Итальянского технологического института в Генуе, с 2019 года — управляющий директор по технологиям и инновациям компании Leonardo.
13 февраля 2021 года получил портфель министра комплексных экологических преобразований при формировании правительства Драги. В сферу его обязанностей вошло осуществление программы модернизации транспорта и энергетики Италии с целью добиться полного прекращения промышленных выбросов углекислого газа в атмосферу к 2050 году (на первом этапе бюджет на исполнение этой задачи составил 70 млрд евро из 209 млрд экономической помощи, предоставленных Италии Евросоюзом).
1 сентября 2021 года на организованном партией Италия Вива в Понте-ди-Леньо форуме «Заслужить Европу» Чинголани назвал радикальных экологов большей опасностью, чем глобальное потепление и подтвердил свою прежнюю позицию о допустимости использования ядерной энергии.
22 октября 2022 года было сформировано правительство Мелони, в котором Чинголани не получил никакого назначения.

## Труды
- «Il mondo è piccolo come un’arancia. Una discussione semplice sulle nanotecnologie», Il Saggiatore, ottobre 2014
- «Umani e umanoidi. Vivere con i robot» (insieme a Giorgio Metta), Bologna, Il Mulino editore, maggio 2015
- L’altra specie. Otto domande su noi e loro, Bologna, Il Mulino, 2019 ISBN 978 8815283641